# Oakfield (Maine)
Oakfield – miasto w Stanach Zjednoczonych, w stanie Maine, w hrabstwie Aroostook.